# Orimarga (Diotrepha) luteipleura
Orimarga (Diotrepha) luteipleura is een tweevleugelige uit de familie steltmuggen (Limoniidae). De soort komt voor in het Neotropisch gebied.